# Uniramidesmus cornutus
Uniramidesmus cornutus är en mångfotingart som beskrevs av Mikhaljova 1984. Uniramidesmus cornutus ingår i släktet Uniramidesmus och familjen plattdubbelfotingar. Inga underarter finns listade i Catalogue of Life.